# Oligonychus annonicus
Oligonychus annonicus är en spindeldjursart som först beskrevs av McGregor 1955.  Oligonychus annonicus ingår i släktet Oligonychus och familjen Tetranychidae. Inga underarter finns listade i Catalogue of Life.